# 에스테르 가렐
에스테르 가렐(Esther Garrel, 1991년 2월 18일 ~ )은 프랑스의 배우이다. 영화 감독 필리프 가렐의 딸이자 배우 루이 가렐의 여동생이다.

## 출연 작품
- 와일드 이노선스 (2001)
- 아름다운 연인들 (2008)
- 친구들 (2008, Mes copains)
- Un chat un chat (2009)
- Armandino e il madre (2010)
- 17 filles (2011)
- 라폴로니드: 관용의 집 (2011)
- 까밀 리와인드 (2012)
- Jeunesse (2012)
- 질투 (2013)
- Ennui ennui (2013)
- L'Astragale (2015)
- 마가렛 앤 줄리앙:금지된 사랑 (2015, Marguerite et Julie)
- Après Suzanne (2016) - 단편
- 써스트 스트리트 (2017, Thirst Street)
- 러버 포 어 데이 (2017)
- 콜 미 바이 유어 네임 (2017)
- 그레이트 프리텐더 (2018, The Great Pretender)
- 시스터즈 워: 레드스네이크 (2019, Sœurs d'armes)
- 울람: 오펜하이머 그 후 (2020, Adventures of a Mathematician)
- 줄리아의 인생극장 (2022, Le Tourbillon de la vie)
- 북두칠성 (2023, Le Grand Chariot)